# Олександрівська сільська рада (Тарутинський район)
Олекса́ндрівська сільська́ ра́да — колишня  адміністративно-територіальна одиниця та орган місцевого самоврядування в Тарутинському районі Одеської області. Адміністративний центр — село Олександрівка.

## Загальні відомості
- Територія ради: 64,65 км²
- Населення ради: 1 834 особи (станом на 2001 рік)

## Населені пункти
Сільській раді підпорядковані населені пункти:
- с. Олександрівка

## Населення
Згідно з переписом УРСР 1989 року чисельність наявного населення села становила 1780 осіб, з яких 793 чоловіки та 987 жінок.
За переписом населення України 2001 року в селі мешкали 1832 особи.

### Мова
Розподіл населення за рідною мовою за даними перепису 2001 року:
| Мова       | Відсоток |
| ---------- | -------- |
| українська | 84,30 %  |
| російська  | 11,29 %  |
| молдовська | 3,60 %   |
| гагаузька  | 0,60 %   |
| болгарська | 0,22 %   |

## Склад ради
Рада складається з 16 депутатів та голови.
- Голова ради: Степаненко Володимир Павлович
- Секретар ради: Раздорожна Наталя Іванівна

### Керівний склад попередніх скликань
| Прізвище, ім'я, по батькові   | Основні відомості                                                          | Дата обрання | Дата звільнення |
| ----------------------------- | -------------------------------------------------------------------------- | ------------ | --------------- |
| Макруха Микола Григорович     | Сільський голова, 1953 року народження, член Соціалістичної партії України | 26.03.2006   | 31.10.2010      |
| Степаненко Володимир Павлович | Сільський голова, 1958 року народження, освіта вища, член Партії регіонів  | 31.10.2010   |                 |

Примітка: таблиця складена за даними сайту Верховної Ради України

### Депутати
За результатами місцевих виборів 2010 року депутатами ради стали:

#### За суб'єктами висування
| Суб'єкт висування | Кількість обраних депутатів | %    |
| ----------------- | --------------------------- | ---- |
| Партія регіонів   | 9                           | 56,3 |
| Самовисування     | 7                           | 43,8 |

#### За округами
| № округу        | Прізвище, ім'я, по батькові      | Дата визнання обраним | Освіта  | Партійна приналежність                  | Відомості про обраного депутата                                                                             |
| --------------- | -------------------------------- | --------------------- | ------- | --------------------------------------- | --- |
| Партія регіонів |                                  |                       |         |                                         | |
| 1               | Бесєдіна Валентина Олександрівна | 04.11.2010            | вища    | позапартійна                            | лікарська амбулаторія с. Олександрівка, медична сестра                                                      |
| 4               | Новикова Лідія Тимофіївна        | 04.11.2010            | вища    | позапартійна                            | Олександрівська сільська рада, секретар                                                                     |
| 6               | Мокруха Сергій Іванович          | 04.11.2010            | середня | позапартійний                           | ВАТ"Янтарний", тракторист                                                                                   |
| 7               | Бєлий Сергій Севастянович        | 04.11.2010            | середня | позапартійний                           | САТП- 15166, водій                                                                                          |
| 9               | Волокітін Михайло Васильович     | 04.11.2010            | вища    | позапартійний                           | ВАТ"Янтарний", бригадир тракторної бригади                                                                  |
| 11              | Панченко Лідія Георгіївна        | 04.11.2010            | вища    | позапартійна                            | ВАТ"Янтарний", головний бухгалтер                                                                           |
| 12              | Раздорожна Наталя Іванівна       | 04.11.2010            | вища    | позапартійна                            | навчально-виховний комплекс «Загальноосвітня школа І-ІІІ ст. — дитячий заклад» с. Олександрівка, секретар   |
| 14              | Катречко Ігор Федорович          | 04.11.2010            | середня | позапартійний                           | ТОВ «Головбуд» м. Одеса, водій                                                                              |
| 16              | Макруха Ніна Мойсеївна           | 04.11.2010            | вища    | позапартійна                            | ВАТ"Янтарний", завідувачка складом                                                                          |
| Самовисування   |                                  |                       |         |                                         | |
| 2               | Камнева Катерина Леонтіївна      | 04.11.2010            | середня | позапартійна                            | тимчасово не працює                                                                                         |
| 3               | Фоміна Джема Володимирівна       | 04.11.2010            | середня | член Політичної партії «Сильна Україна» | територіальний центр управління праці та соціального захисту населення Тарутинської РДА, сестра милосердя   |
| 5               | Тесленко Тетяна Миколаївна       | 04.11.2010            | середня | позапартійна                            | приватний підприємець                                                                                       |
| 8               | Ніжельська Оксана Іванівна       | 04.11.2010            | вища    | член Політичної партії «Сильна Україна» | навчально-виховний комплекс «Загальноосвітня школа І-ІІІ ст. — дитячий заклад» с. Олександрівка, вихователь |
| 10              | Нежельський Юрій Євгенійович     | 04.11.2010            | середня | позапартійний                           | тимчасово не працює                                                                                         |
| 13              | Левчинко Сергій Леонідович       | 04.11.2010            | середня | позапартійний                           | СТО «Україна», слюсар                                                                                       |
| 15              | Волокітін Михайло Іванович       | 04.11.2010            | середня | позапартійний                           | тимчасово не працює                                                                                         |